# ダーク・インフェルノ
『ダーク・インフェルノ』（Blackout）は、2001年のアメリカ合衆国のテレビ映画。監督はジェームズ・キーチ、主演はジェーン・シーモア。豪雨で発電所が壊滅したことで大停電となった都市を襲う恐怖を描いたパニック・サスペンス映画。日本では劇場未公開だが、2001年10月5日にDVDが発売された。

## キャスト
| 役名                   | 俳優                           | 日本語吹替 |
| ---------------------- | ------------------------------ | ---------- |
| キャシー・ロビンス     | ジェーン・シーモア             | 野沢由香里 |
| ブレア・ロビンス       | アレクサンドラ・ピカット       | 小松エミ   |
| エリック・セッションズ | コリン・ネメック               | 細井治     |
| デヴィッド・ロビンス   | ウィリアム・ラス               | 中多和宏   |
| イアン・ロビンス       | エリック・ヌードセン           | 進藤尚美   |
| クリス                 | ジョン・ヘンリー・キャナヴァン |            |
| 長男                   | ショーン・アシュモア           |            |
| 次男                   | アーロン・アシュモア           |            |

- その他の声の吹き替え：麻生智久／近藤隆／藤原泰浩／日下ちひろ／出口佳代／小野塚貴志／森上聖子／林知行